# Castro Alves (Bahia)
Castro Alves est une municipalité brésilienne de l'État de la Bahia. Elle se situe à une latitude 12° 45′ 56″ sud et à une longitude 39° 25′ 42″ ouest, en étant à une altitude de 278 mètres. Sa population estimée en 2013 était de 27 097 habitants.

## Histoire
L'histoire de la commune commence au XVIIIe siècle, lorsque ce qui était alors la sesmaria d'Aporá fut partagée en deux territoires et que l'un d'eux échut à Joãou Evangelista de Castro Tanajura, qui, pour coloniser celui-ci, distribua des terres moyennant que les bénéficiaires créassent des plantations et bâtissent des habitations permanentes et des enclos pour l'élevage.
L'une des constructions historiques de la commune, la ferme Fazenda Curralinho, érigée par le capitaine Antômnio Brandãou Pereira Marin Falcãou, fut à l'origine de la localité où se situe aujourd'hui le siège municipal de la commune.
Par l'effet de sa position comme lieu d'étape obligatoire pour les troupes voyageant du Recôncavo vers la région du Rio de Contas et les Minas Gerais, la zone connut bientôt un rapide développement.
Par la Loi provinciale de 26 juin de 1880, la commune fut créée sous la dénomination de Vila de Curralinho, avec pour territoire une zone détachée de Cachoeira. Le bourg-centre fut élevé à la catégorie de ville par la Loi provinciale de 22 juin de 1893.
La ville prit le nom de Castro Alves en 1900, en hommage au poète des esclaves, né dans cette ville quand celle-ci était encore appelée Fazenda Curralinho.

## Curiosités
D'entre les villes de l'intérieur de la Bahia, Castro Alves, alors comandada par le maire Eloi Victor de Santos, a expulsé Lampiãou et son parti de la ville.
À l'époque, la ville était connue comme la capitale du tabac ; et sinon dehors par l'astuce du maire, qui fut aussi délégué et juge, la ville aurait été pillée par le cangaço.